# The Fable of All That Triangle Stuff As Sized Up by the Meal Ticket
The Fable of All That Triangle Stuff As Sized Up by the Meal Ticket  è un cortometraggio muto del 1917 diretto da Richard Foster Baker.
Il soggetto è tratto da una storia dello scrittore George Ade, la sceneggiatura è firmata da Charles J. McGuirk.

## Produzione
Il film fu prodotto dalla Essanay Film Manufacturing Company.

## Distribuzione
Distribuito dall'Essanay Film Manufacturing Company, il film - un cortometraggio in due bobine - uscì nelle sale cinematografiche USA il 13 ottobre 1917.